# Katangi
Katangi es una localidad de la India en el distrito de Balaghat, estado de Madhya Pradesh.

## Geografía
Se encuentra a una altitud de 413 m s. n. m. a 440 km de la capital estatal, Bhopal, en la zona horaria UTC +5:30.

## Demografía
Según estimación 2010 contaba con una población de 18 553 habitantes.